# في حالة الجنون (فلم)
في حالة الجنون (بالإنجليزية: A State of Madness)، (بالإسبانية: Mis 500 Locos)، هُو فيلم دراما دومينيكاني صدر سنة 2020 وأخرجته المُخرجة Leticia Tonos. اختير الفيلم ليكون الترشيح الرسمي لدولة جمهورية الدومينيكان للتنافس على نيل أفضل فيلم دولي خلال حفل توزيع جوائز الأوسكار الثالث والتسعين، لكنه لم يُختر ضمن القائمة النهائية لهذه الجائزة.

## القصة
يتحدث الفيلم عن قصة حياة طبيب نفسي يعمل في مصحة نفسية إبان فترة حُكم رافائيل تروخيو لجمهورية الدومينيكان.

## طاقم التمثيل
- Luis José Germán في دور الدكتور أنتونيو زغلول.
- Jane Santos في دور أورورا.
- Pavel Marcano في دور غونزاليس.
- Ico Abreu في دور إل تويرتو.
- Rick Montero في دور إل فينيزولانو.
- Lia Chapman في دور بيشيريلي.

## وصلات خارجية
- مقالات تستعمل روابط فنية بلا صلة مع ويكي بيانات